# Pearsonovo mezinárodní letiště Toronto
Pearsonovo mezinárodní letiště (anglicky Toronto Pearson International Airport nebo Mezinárodní letiště Lestera B. Pearsona, nebo zkráceně Letiště Pearsona, IATA: YYZ, ICAO:CYYZ) je mezinárodní letiště v největším městě kanadské provincie Ontario, Torontu. Letiště je hlavním leteckým uzlem torontské aglomerace, která je domovem přibližně 8,1 mil. populace, což představuje 25 procent obyvatelstva Kanady. Nachází se 25 km na severozápad od centra Toronta. Letiště nese název po kanadském politikovi a nositeli Nobelovy ceny míru, Lesteru Bowles Pearsonovi.
Toronto má nejvytíženější letiště Kanady s plochou dvakrát tak velkou, jako Vancouver Airport (které je druhé nejvytíženější). V roce 2011 letiště odbavilo 33,4 milionu cestujících a letištěm prošlo 428 477 letadel. Je 23. nejrušnějším letištěm světa a 18. nejvytíženějším podle pohybu letadel. V roce 2006 bylo britským Institutem pro dopravní management oceněno jako nejlepší letiště světa.

## Historie
Území letiště bylo vytvořeno z devíti farmářských usedlostí, které v roce 1937 odkoupila Toronto Harbour Commission (komise torontského přístavu na pobřeží Velkých jezer, v té době měla na starosti i leteckou dopravu). Letiště bylo otevřeno v roce 1939 pod názvem Bishop Field Toronto Airport Malton. Bishop byl kanadské letecké eso z první světové války. První terminál byl vybudován v roce 1938 a byl to standardní terminál těch dob, vytvořený z farmářského domu. V té době ale území letiště představovalo plochu 1,7 km², letiště dále disponovalo kompletním osvětlením, zařízením k hlášení povětrnostních zpráv, dvěma dráhami s pevným a jednou dráhou s travnatým povrchem.
Do roku 1960 existovalo letiště pod názvem Letiště Malton. V roce 1984 bylo pojmenováno po Lesteru Bowles Pearsonovi. Roku 1991 byl otevřen Terminál 3, v roce 1997 severojižní přistávací dráha 15R/33L. Další přistávací dráha, 06R/24L, byla otevřena v roce 2002.

## Terminály

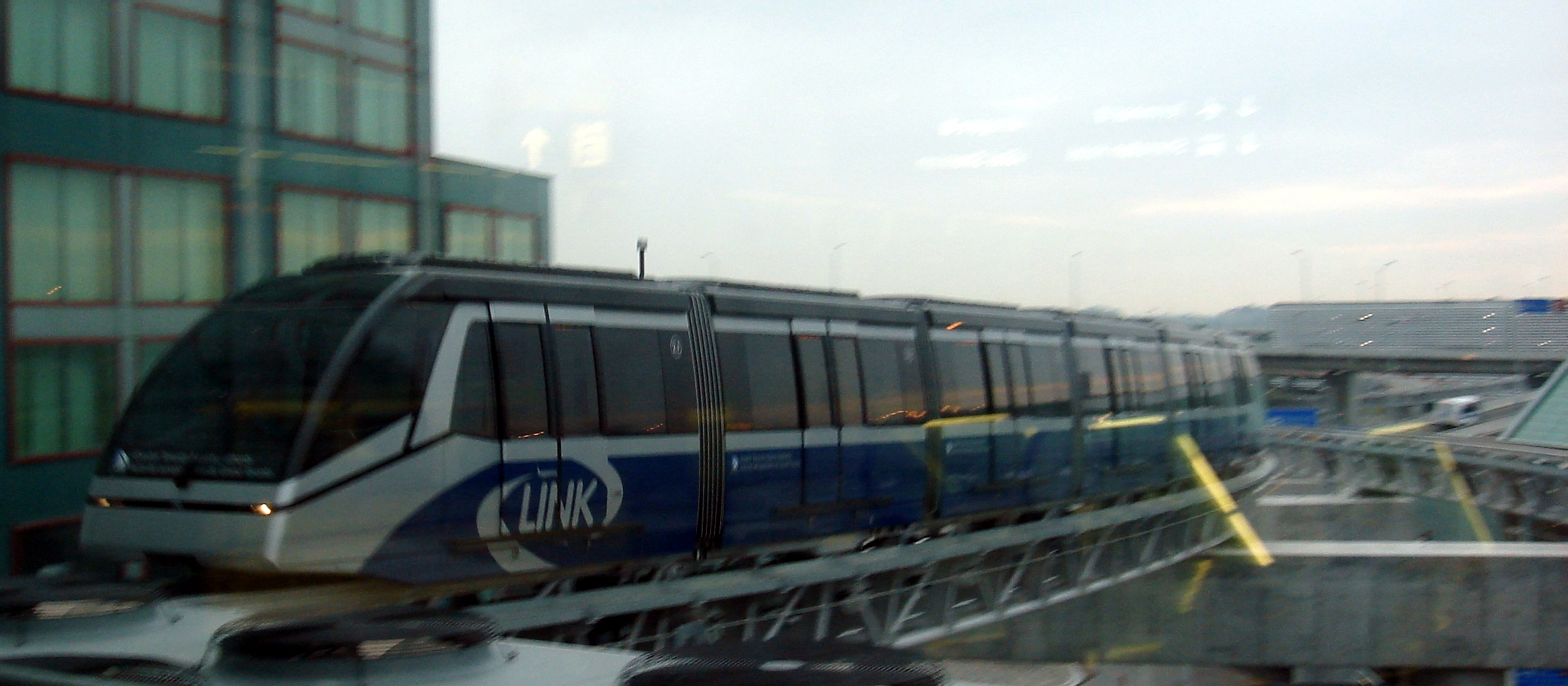
Monorail mezi terminály

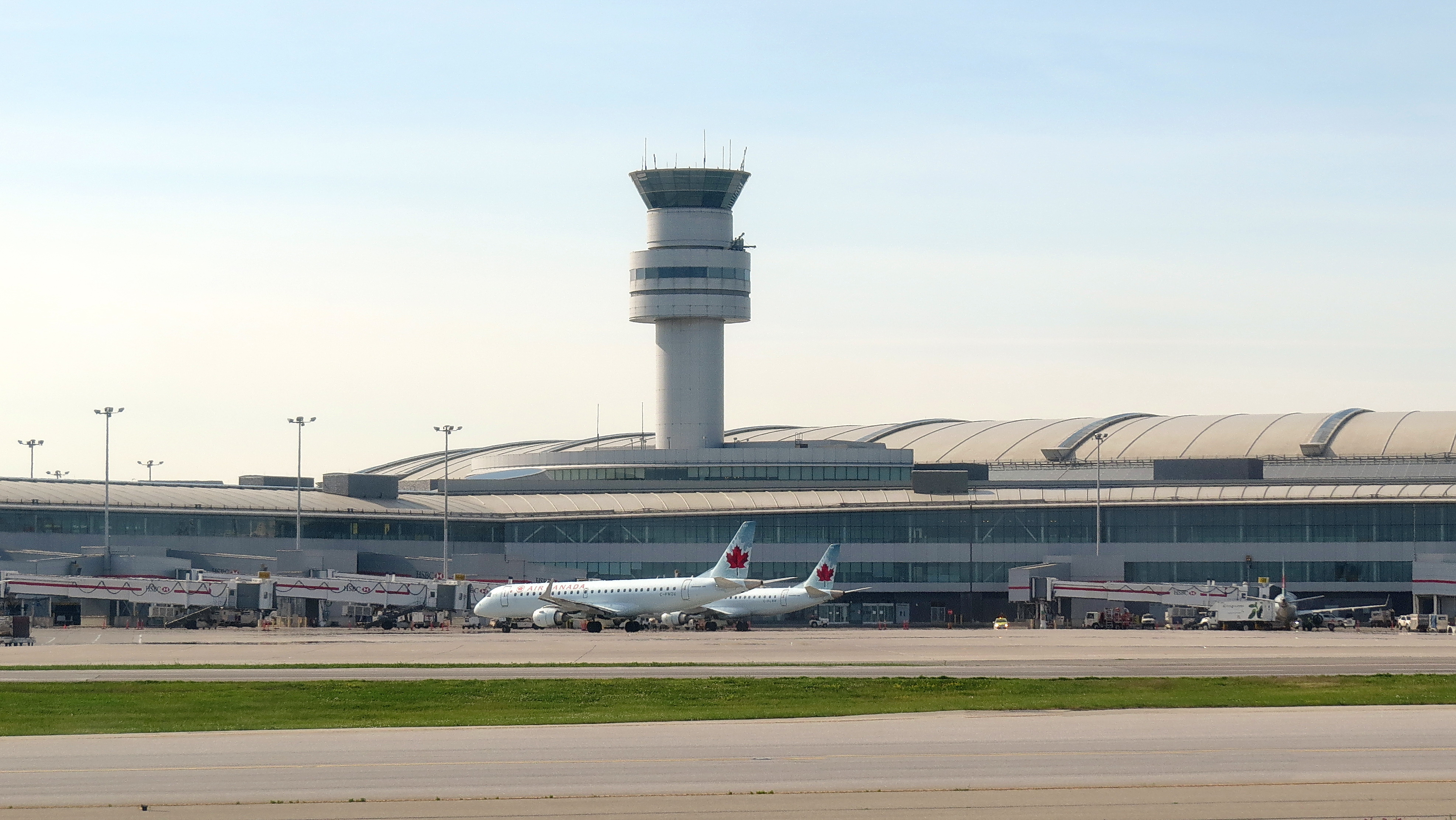
Exteriér Terminálu 1

Letiště Pearson Airport má momentálně dva funkční terminály, Terminal 1 a Terminal 3. Terminal 1 byl otevřen v roce 2004 a nahradil starší Terminal 1, který byl zbourán. Byl navržen prestižními architektonickými kancelářemi Skidmore, Owings and Merrill LLP, Adamson Associates Architects a Moshe Safdiem and Associates. Mezi terminály jezdí monorail Link train.

## Statistika
| Rok  | Počet cestujících |
| ---- | ----------------- |
| 2010 | 31 936 098        |
| 2011 | 33 435 351        |
| 2012 | 34 911 850        |
| 2013 | 36 107 306        |
| 2014 | 38 571 961        |
| 2015 | 41 036 847        |
| 2016 | 44 335 198        |
| 2017 | 47 130 358        |
| 2018 | 49 507 418        |
| 2019 | 50 499 431        |